# 비의도적 공원
비의도적 공원(Involuntary park)은 재난이나 전쟁, 개발 사업 중단 등으로 내버려진 땅에 자연 생물이 번성해 생태계 보존가치가 생긴 곳을 말한다. 한반도 군사분계선 관련 DMZ및 그 인근의 출입영농 비허용 민간인 출입 통제지역, 키프로스 비무장지대 등이 있다.